# Túpac Amaru II.
Túpac Amaru II., pravim imenom José Gabriel Condorcanqui  (pokrajina Tinta, 19. ožujka 1742. – Cuzco, 18. svibnja 1781.), peruanski revolucionar indijanskog podrijetla. Izdavao se za potomka posljednjega vladara države Inka, Túpaca Amarua.

## Životopis
Bio je  cacique, nasljedni poglavica u pokrajini Tinta, u južnom Peruu. Obrazovao se kod isusovaca, no zadržao je osjećaj pripadnosti svom narodu. Godine 1780. postao je vođa protušpanjolskog pokreta. Ustanak je buknuo zbog eksploatacije koju su španjolski kolonisti vršili nad indijanskim stanovništvom. U početku je ostvario niz uspjeha u borbi portiv Španjolaca te je osvojio velika područja Perua. Međutim, Španjolci su ga uspjeli zarobiti u ožujku 1781. godine, nakon čega su ga pogubili. Unatoč tome, ustanak je ugušen tek 1783. godine.

## Vanjske poveznice
|  | Zajednički poslužitelj ima još gradiva o temi Túpac Amaru II. |

- Túpac Amaru II. Hrvatska enciklopedija
- Túpac Amaru II Britannica
- Túpac Amaru II. povijest.hr